# Guerra bannock
La guerra bannock venne combattuta nel 1878  dai Bannock, insieme agli Shoshoni e i Paiute, contro il Governo degli Stati Uniti.

## Storia
La tribù Bannock dichiarò guerra agli Stati Uniti nel maggio 1878. Guidati dal capo indiano Buffalo Horn, i Bannock attaccarono. Si spostarono nella prateria e molte tribù locali si allearono con loro, attraversando poi l'Oregon e aumentando il numero dei combattenti che si unirono ad essi. Erano in tutto 2 000 uomini.
Attaccarono prima Canyon City e poi Prineville. L'esercito statunitense reagì e sconfisse gli indiani.

## Esito
Nel settembre 1878 i Bannock tornarono nella loro riserva nell'Idaho sconfitti.